# Thompson (музичка група)
Thompson је хрватска етно хард рок музичка група, коју је основао текстописац и главни вокалиста Марко Перковић („Thompson”), који се често поистовећује са самим бендом. Поставу чине Томислав Мандарић, Иван Иванковић, Дује Ивић и Ивица Билић Ике.
Назив групе потиче од аутомата Томпсон, надимак који је Перковић добио док се борио у Рату у Хрватској. Иако је претежно формиран у Чавоглавама, Thompson тренутно ради Загребу. Група је дошла до изражаја током Рату у Хрватској када је објавила свој први сингл, „Бојна Чавоглаве”. Године 1992. Thompson је стекао даљу популарност у Хрватској објављивањем првог албума, Моли мала. Касније су повратили популарност популарним хитом „Пријатељи” 1998. године.

## Дискографија

### Студијски албуми
- 1992 — Бојна Чавоглаве
- 1992 — Моли мала
- 1995 — Вријеме шкорпиона
- 1996 — Гени камени
- 1998 — Вјетар с Динаре
- 2002 — Е, мој народе
- 2006 — Било једном у Хрватској
- 2011 — Глазба из филма Јозеф
- 2013 —

### Компилацијски албуми
- 2001 —
- 2003 — Све најбоље
- 2008 — Друга страна
- 2015 —
- 2016 — Антологија

### Концертни албуми
- 2002 — Турнеја: Е, мој народе
- 2007 — Турнеја: Било једном у Хрватској
- 2013 — Турнеја: